# XXXXVIII Korpus Armijny (III Rzesza)
XXXXVIII Korpus Armijny – korpus piechoty Wehrmachtu, w 1942 roku przemianowany na XXXXVIII Korpus Pancerny.
Formowanie jednostki rozpoczęto 20 czerwca 1940 roku jako korpus armijny piechoty. Ostatecznie jednak formowanie korpusu zakończono 14 grudnia 1940 roku jako XXXXVIII Korpus Zmotoryzowany, i jako taki uczestniczył w ataku na Związek Radziecki. W 1942 roku został przemianowany na XXXXVIII Korpus Pancerny. 
XXXXVIII Korpus Pancerny wchodził w skład zgrupowania armijnego Hotha które prowadziło działania bojowe mające na celu odblokowanie wojsk niemieckich w Stalingradzie. 
W 1945 roku XXXXVIII Korpusem Pancernym dowodził gen. wojsk panc. Maximilian von Edelsheim. Korpus składał się z trzech dywizji piechoty i od 14 stycznia 1945 roku podlegał dowództwu 4 Armii Pancernej. W 1945 roku nad Łabą żołnierze korpusu oddali się do niewoli zachodnim aliantom.
Dowódcy:
- gen. wojsk pancernych Werner Kempf od 6 stycznia 1941 do 31 stycznia 1942
- gen. wojsk pancernych Rudolf Veiel od 19 lutego do 5 maja 1942[5]
- gen. wojsk pancernych Werner Kempf od 5 maja do 1 listopada 1942
- Generalleutnant Ferdinand Heim od 1 do 19 listopada 1942
- gen. wojsk pancernych Hans Cramer od 19 do 26 listopada 1942
- gen. wojsk pancernych Heinrich Eberbach od 26 do 30 listopada 1942
- gen. wojsk pancernych Otto von Knobelsdorff od 30 listopada 1942 do 6 maja 1943
- Generalleutnant Dietrich von Choltitz od 6 maja do 30 sierpnia 1943
- gen. wojsk pancernych Otto von Knobelsdorff od 30 sierpnia do 30 września 1943
- Generalleutnant Dietrich von Choltitz od 30 września do 22 października 1943
- gen. wojsk pancernych Heinrich Eberbach od 22 października do 15 listopada 1943
- gen. wojsk pancernych Hermann Balck od 15 listopada 1943 do 4 sierpnia 1944
- gen. wojsk pancernych Walther Nehring od 4 do 19 sierpnia 1944
- gen. wojsk pancernych Fritz-Hubert Graeser od 19 sierpnia do 20 września 1944
- gen. wojsk pancernych Maximilian von Edelsheim od 20 września 1944 do 3 maja 1945[6]
- Generalleutnant Wolf Hagemann od 3 do 8 maja 1945

## Struktura organizacyjna
Skład korpusu w 1942 roku:
- 24 Dywizja Pancerna
- 16 Dywizja Piechoty
- Dywizja Großdeutschland

Skład korpusu w styczniu 1945 roku:
- 68 Dywizja Piechoty
- 168 Dywizja Piechoty
- 304 Dywizja Piechoty

Skład korpusu w marcu 1945 roku:
- 10 Dywizja Grenadierów Pancernych
- 208 Dywizja Piechoty
- 269 Dywizja Piechoty

W składzie XXXXVIII Korpusu działania bojowe prowadziły również: 75 Dywizja Piechoty, 344 Dywizja Piechoty i 359 Dywizja Piechoty